# サンデー青春学園
『サンデー青春学園』（サンデーせいしゅんがくえん）は、2001年春から2016年18号まで『週刊少年サンデー』（小学館）にて連載された読者コーナー。略称青春学園（せいしゅんがくえん）。

## 概要
「青春」の名にふさわしく、悶々とした思春期特有のやるせなさやカッコ悪さをネタにしているのが特徴。「努力・友情・勝利」を背景に迷いなき王道をゆくジャンプ投稿ページに対して、やや年齢層が高く「恋愛」や「ラブコメ」漫画の強いサンデーならではの、ちょっと自虐的なネタが好んで採用されることでも知られる。
「青春学園」というタイトルであるが、テニスの王子様に登場する青春学園とは全く関係はない。実際に間違われたことが多々あり、別の出版社の作品にもかかわらずテニスの王子様のファンから応援メッセージが来たこともあった。
サンデー青春学園の連載は15年に及び、『週刊少年ジャンプ』（集英社）に連載されていたジャンプ放送局の13年の記録を塗り替え、少年誌史上最長の読者コーナーとなった。
少年誌の読者コーナーで初めてネット投稿を解禁し、ハガキに本誌で配布されたクーポンを貼ることで得点が追加されるクーポンシステムを採用していた。
「1年を4ヶ月ごとに区切り、それぞれを1学期、2学期、3学期とし、掲載されるごとにコーナーに応じて得点が加算され、1つの学期を通じての総合得点を競う」という形態をとった。
ハガキの他に、初めてパソコン、携帯電話からインターネットを通じてネタを投稿することが可能になり、誰でも手軽にネタの投稿ができるようになった。小学館のwebサンデー内の青春学園コーナーにおいてパソコンならば、ケータイならばからネタを投稿することができる。インターネットからの投稿は文字ネタのみであるため、文字ネタの掲載率が格段に低くなり、絵ネタの投稿量が減ったといえる。また、ハガキ投稿において本誌に付いている得点の書かれたクーポンを貼ることで、掲載時に本来の得点に加えクーポンの得点を加算するクーポンシステムを採用している。クーポンはそれぞれの学期の第一週、中盤の一回ずつとイベント時（バレンタイン等）に臨時発行されることが多かった。
レース優勝者（当投稿コーナーでは「首席」と呼ばれている）のインタビューは、ストロウドッグスが直接首席にインタビューし素顔に迫る内容のものが多かったが、他の雑誌の読者コーナーと比べてキャラの濃い投稿者が多かったため、後に首席取材は度々罰ゲームと化した。普通のインタビューはAコース、体を張ったインタビューはBコースと呼ばれ首席に選択権が与えられたが、常連投稿者の多くは自らBコースを選んでいる。Bコースの内容は、三千院ナギ（「ハヤテのごとく!」（畑健二郎））のパネルとの公園デートや、氷点下の中、夏着物一枚で1人ギャグ大会など過酷で奇抜なものが多い。中でも女装は多用されており、学園末期にはBコースでの最低ラインとされるほどインタビューの強烈さはインフレを起こした。インタビューは通常、次学期の中盤から後半のうちの一週で、3ページを割き取り上げられることが多かった。なお、最終学期の優勝者のインタビューはなく、最終週に本人のコメントが掲載された。

## 出来事
上記のように、他の雑誌の読者コーナーと比べてキャラの濃い投稿者が多く、芸人なども絡み、15年の連載の間に様々な事が起きた。
- 毎週小包で何キロ分もハガキを送る投稿者がいた。
- 89歳の男性から自作の書と写真が同封された投稿が届いた。
- 4歳の子から投稿が届いた。
- 広田官房長官が官房長官ということで、小泉純一郎のモノマネをしたザ・ニュースペーパーの松下アキラと会談した。その際、本物だと間違えた読者がいた。
- 本も谷タン子ニーが優勝した際、「ハヤテのごとく!」のヒロイン・三千院ナギのパネルとデートがしたいと言い出し、実際にパネルとデートをした。その際、作者の畑健二郎にナギとの結婚を申し込み苦笑いさせた。取材後、本も谷タン子ニーがパネルと一緒に電車に乗っていたらヤンキーに絡まれ、挑発させたり罵声をあびさせられたりしたがパネルを守り、「でも俺は妻を守り抜きました!」と後に武勇伝を語った。
- なみのりくじらが巨大メイド喫茶で一人大喜利をやりとげた。
- 井の線亭ぽんぽこが新潟の冬山で延々と変顔を続けた。
- ドラゴンクエスト風の衣装を着て改心した☆イクラと外でロケをした際、原宿のオシャレなラッパーに囲まれて怖い目にあった。
- しゃらくは首席取材の罰ゲームで女装をし、後に女装がクセになってしまった。
- しゃらくを倒すため、首席経験のある男性投稿者3人、女性投稿者2人で投稿アイドルユニット「きもグロ」を結成した。
- 常連投稿者のとっぷりが、女性常連投稿者の臨時休業に誌上で告白をした。その後、臨時休業に恋する投稿者が続出した。別名「Iちゃん事件」。
- 岩﨑名美が東レ水着キャンペーンガールに選ばれ、その記者会見の時、テレビや新聞の報道陣が大型カメラで撮影する横で、スマートフォンのカメラで撮影していたら業界人に睨まれた。その際、岩崎名美がかばってくれた。
- 編集者同行のサンデーイベント内にもかかわらず、柔道着でウロウロしているだけで警備員に本気で怒られた。
- 鉄拳、クロちゃん、じゅんいちダビッドソンなど芸人、放送作家も投稿していた。
- ブレイク前のじゅんいちダビッドソンと読者で大喜利対決をした。その際編集者がネタにダメ出しをした。
- 一流投稿ページとして、「水曜日のダウンタウン」で紹介された。その際の企画で、狩野英孝が投稿をしボツになった。

## メンバー
すとろう小泉
お笑いライターのストロウドッグスとして活躍。構成・原稿を担当した。頭の上にある尖った部分は「皮膚の一部」らしい。大阪出身らしく関西弁を使う。グルメであることはあまり知られていない。本名は小泉隆司（バカ埋めテスト例答より）。
石川キンテツ
お笑いライターのストロウドッグスとして活躍。構成・原稿を担当した。上智大学在学中に青春学園の連載をスタートさせた。かなりの肥満体であり、出っ歯で常に鼻水を垂らしている。語尾に「〜っス」とつけて喋ることが多い。現在は、雑誌、単行本執筆の他、ゲーム制作、WEBディレクター、テレビの放送作家等で活躍していたが、2024年7月上旬に急逝した。

### マスコットガール
ぴの
初登場時は小学生。投稿者によく貧乳をネタにされている。登場したての頃は、ウサギのかぶり物で顔以外の部分をすっぽり覆っていたが、のちに簡略化されて現在の「ウサ耳」だけが残る形となった。語尾に「〜っぴ」と付けて喋るのが特徴。10年度2学期レースにて卒業。最後のコメント欄で「この耳、実はアンテナ。本当はロボッ…」と衝撃の事実がサラリと書かれていた。
さゆり
ぴのの学校の先生。ぴのに比べネタにされることは少ないようだ。ぴのとは対照的にかなりの巨乳。年増であるのに未婚らしく、時折それに関して自虐的なコメントをしているのが見受けられる。10年度2学期レースにて卒業。
岩﨑名美
ぴの・さゆり卒業後、青春学園に入学したマスコットガール（？）。ファッション誌『Hana*chu→』レギュラーモデルとして活躍する16歳の高校生。愛称は「ナミ様」。T168cm.B83cm.W58cm.H85cm。高身長を気にしている。
熊谷江里子

### その他のマスコット
パウロ校長
青春学園の校長らしい。犬のような姿をしている。実はすとろうドッグスと同じく、1回目から出ている古参。最近は出現回数は少ないが、「青春あるあるチェックシート」の診断結果（しかも必ず一番下）の時には必ず姿を見せる。

### 歴代カット
ハシモト＊モモ
2009年の2学期レース7週目を最後にイノセント有と交代。
イノセント有
職業はマンガ家。2009年の2学期レースの8週目からイラストを担当。
橋本時計店

はりぶきしきみ

## 主なコーナー

### 現在募集中のコーナー

#### お題回答コーナー
馬鹿の細道
お題に沿った内容を「五・七・五」形式でネタにするコーナー。タイトルの由来は松尾芭蕉の「奥の細道」。一つのお題につき二回発表されることが多い。なお、コーナー名の読み方は「ボクのほそみち」であることに注意されたい。
こんな××ベスト10！
「こんな××は…」形式の問題に解答するコーナー。ベスト10形式で発表される（ただしそれだけではなく、「番外」という形でページの右隅にもいくつかのネタが掲載される）。一つのお題につき二回発表されることが多い。以前存在した「あったら嫌〜ん」のマイナーチェンジバージョンと言えよう。ただ、10年目の2学期をもって絵ネタ枠は廃止された。
22世紀に残したい!?ダジャレの殿堂
お題に沿った内容の単語を使ってダジャレを作るコーナー。
青春いろはカルタ
「いろは」順に出題された文字で始まる文章を考えるコーナー。選考されたネタは、「今週の一句」と「その他の句」に分けられ、ほぼ毎回1ページ目に掲載される。なお、「今週の一句」に選ばれたネタは、初掲載者と30位以内に入賞した投稿者に贈られる「特製いろはステッカーセット」の中の一枚にも同様に掲載される。
切り返せ！Good Job!
お題に出された危機的状況を見事切り抜ける一言を投稿するコーナー。
それ、ボクに言ってんの…？
専用の用紙にお題の人物が言ったキツいひとことを記入する形式コーナー。一つのお題につき二回発表されることが多い。用紙はコピーも可である。
2コマ迷作劇場
お題はおもに有名な童話や昔話から出題される。出題されたお題の1コマ目に対してオチになる2コマ目を描き、2コマ漫画を完成させる形式のコーナー。なお、ハガキは縦に使う。
バカ埋めテスト
お題の用紙の空欄に、面白い回答を書き込むコーナー。一つのお題につき二回発表されることが多い。用紙はコピー可である。
カッコの中身はなんじゃろな？
お題の文章の（ ）の部分に入る面白い回答を投稿するコーナー。一つのお題につき二回発表されることが多い。
青春あるあるチェックシート
お題のテーマ（「○○度」といった形で募集されることが多い）に沿った「あるあるネタ」をチェックシート形式で発表するコーナー。コーナーの最後には、チェックした数によって「○○度（5段階に分けられる）」の診断結果が発表される。
オモイツイッター
お題に沿って「twitter」風に呟いてみるコーナー。「なう」は付けても付けなくても良いようだ。「twitter」が元ネタのコーナーなので、募集は文字ネタのみ。
モウソウ推理分析班
お題の背景に隠されている「理由」を推理するコーナー。募集は文字ネタのみ。

#### 自由投稿コーナー
新バカ無法地帯
2010年18号より、「バカ無法地帯」が「インパク2010」を吸収し「新バカ無法地帯」となった。ルールはなく、面白いイラスト（場合によっては文字のみも可）であればなんでも良く、「インパク2010」で取り上げられてきたようなネタも掲載している。ただしハガキは縦で使わなくてはならない。
新格言辞典
身の回りで発見したことを面白い格言にするコーナー。
あせりの時…
あせる瞬間をネタにするコーナー。語尾は「〜の時」という形式。
サンデー美術館
読み方は「サンデーミュージアム」。サンデーの漫画のイラストを募集しているコーナー。
ひと口原作者
週刊少年サンデーに連載中の漫画のセリフを面白く書き換えるコーナー。

### 終了したコーナー
米印と久米宏

あったら嫌〜ん

も〜ど学園

かってに定義学！

性春BOY

サンデー場外戦

奇人交遊録

非公式キャッチフレーズ

清貧の思想

絶対ハンタイ宣言

○○する人、しない人

先輩スーパースター外伝

県民の主張

萌えよ!!ペン

来たれ!!新発明

名探偵困難

ピンチDEフォロー

青春あいうえお作文

聞き間違い大賞

ボクらはみんな生きている

だじゃれ「エー！？会話教室」

イッツ・ァ・スモール・俺

世界初のバカ野郎

キンテツのバカ〜！！

これがアナタの生きる道

あの人のひとり言

史上最バカな1日

夢でよかった！

勝手にタイムスケジュール

ステキィグラフ
いろいろなものを面白いグラフにするコーナー。主に円グラフがスタンダードとして定着していた。2010年18号において、「俺の数学」というコーナーにリニューアルされたため廃止された。
インパク2010
インパクトのある言葉を書くコーナー。行間の悲しさが重要。2010年18号より、「バカ無法地帯」が「インパク2010」を吸収し「新バカ無法地帯」となったため廃止された。
バカ無法地帯
ルールはなく、面白いイラスト（場合によっては文字のみも可）であればなんでも良い。ただしハガキは縦で使わなくてはならない。2010年18号より、「バカ無法地帯」が「インパク2010」を吸収し「新バカ無法地帯」となったため廃止された。
オーマイガーッ！
専用の絵馬型の用紙に神様への面白いお願いを投稿するコーナー。特に規定はないが、文頭を「神様！」から始めるのがスタンダードになっている。
Let'sパーセンテージ
世の中のいろんなことに対して、それが起こる確率を投稿するコーナー。語尾は「〜(な)確率〜%。」とするのがスタンダードである。
ウソペディア情報局
ある1つのものに勝手な解釈をつけるコーナー。Wikipediaのパロディコーナーである。
未来予想図III
これから未来で起こることを勝手に予想するコーナー。文頭を「〜年、」から書き始める形式。9年目1学期終盤より文字ネタのみの募集となった。タイトルの由来はDREAMS COME TRUEの未来予想図IIである。
漢の夢！！
スケールの大小に関係なく叶えたい夢を投稿するコーナー。
M－1グランプリ (萌え－1グランプリ)
萌えてしまうシチュエーションを募集しているコーナー。コーナー名の由来はM-1グランプリからである。
俺の数学
「ステキィグラフ」がリニューアルされ、今までの円グラフのほか、バカ埋めセンター試験でも出題された、等号・不等号を使用する「数式ネタ」も募集されるようになった。
巷でウワサの○○男子
これから流行りそうな「○○男子」を考えるコーナー。

### スペシャル企画コーナー
バカ埋めセンター試験（3学期）
バカ埋めテストのスペシャル版、センター試験と同じ時期に募集される。お題は国語や理科、社会などにまつわるものが5つ出題される。各お題に対して1回ずつ回答し、最優秀回答者にはボーナスポイントが与えられる。
大喜利祭（2学期）
出題されたお題に大喜利形式で回答するコーナー。お題は3つ出題され、各お題に対して1回回答する。ここではポイントではなく、回答の面白さに応じた座布団が配布され大喜利祭の終了時にその座布団の枚数分ポイントを与え、最優秀回答者もしくは座布団10枚獲得者にはボーナスポイントが与えられる。ただしこのコーナーは投稿レース史上初のポイント減点システムが採用されており、石川キンテツの回答と被ると獲得した座布団をすべて没収された。投稿レース史上初めてポイントを没収されたのは9年目2学期首席のしゃらくであった。
H1甲子園（1学期）
全国高等学校野球選手権大会の時期にあわせ募集される。専用の用紙に描かれている図形をつかって、文字ネタもしくは絵ネタを完成させるコーナー。募集後掲載されたネタの中から読者の投票による多数決で最優秀ネタを決める。
青春学園投稿部（各学期スタート頃必ず）
おもにレース序盤、投稿者同士の応援、ライバル宣言、優勝公約などをするコーナー。普段は明確な募集告知はされないが、稀にレース終盤に募集告知をされることがある。

## 賞品
- 首席（1位）：「PS4」（もしくは同金額相当の商品。家電、書籍、PCなど）
- 新人賞：「PSP＋ソフト2本」（同金額の商品も可）
- 2〜5位：「ニンテンドー3DS」（同金額の商品も可）
- 6〜10位：「サンデー福袋」
- 1位〜30位：「特製切手+岩﨑名美生写真」
- 掲載者全員：「青春学園図書カード（1枚）」
- 初掲載者：「特製いろはステッカー＋青春学園新人虎の巻」
- MBP：「名美・小泉・石川の私物」

## 特別賞

### 既存の特別賞
新人賞
今までに5位以内に入賞したことがなく、かつ新人賞を受賞したことのない投稿者を新人枠とし、その枠内で1番順位の高かった投稿者が受賞する。また、優勝と新人賞は同時に受賞することができず、重複した場合は新人枠内で2位だった投稿者が繰り上げ受賞となる。
MBP
「Mもっとも・Bバカだった・Pプレイヤー」に贈られる。

### 終了した特別賞
プリンセス賞
レースで最上位だった女性投稿者が受賞する。ただし、新人賞と重なった場合は繰り上げで2位の女性投稿者が受賞。廃止時期は9年目1学期で、廃止理由は女性投稿者が強くなり男性投稿者と平等にするためであった。
小泉賞
すとろう小泉の独断で受賞者が決まる。投稿量の多かった投稿者の中から選ばれる。賞品は官製ハガキ100枚。10位以内の入賞は逃したが投稿量の多かった投稿者が受賞する傾向があった。
キンテツ賞
石川キンテツの独断で受賞者が決まる。モテないこと、萌え、恋愛シミュレーションゲームなどにまつわるネタを多く投稿した投稿者の中から選ばれる。賞品は恋愛シミュレーションゲームの詰め合わせ。少年誌としては奇抜な賞品であった。

## クーポン
青春学園では学期の初めに付けられるクーポンのほか、様々なイレギュラークーポンが発行されている。
梅雨の期間しか使えない「梅雨だけクーポン」（気象情報を見て期間を確認！ 地方によって開始時期が違った!?）、感想を書いて送る「感想クーポン」、小学生が優遇される（高校3年は小学12年生、50歳の人は小学44年生と表記される）クーポン、“彼女がいるORいない”で選ぶクーポン（彼女がいないを申告したら＋高得点、彼女がいるとミエをはれるが＋低得点）、複数の中から1枚を選んで送り、その後でクーポンの点数が発表される「ミステリークーポン」、好きなチョコを選ぶ「バレンタインクーポン」（ぴのイラストを選べば＋低得点、キンテツ似女子を選べば＋高得点）など様々な企画が名物となっている。
最終学期には「バカ無法地帯」の最終1枠専用の1億点クーポンが発行され、採用された1人は1ち億点が加点された。このクーポンに限り大人買いOKだったが、明記はされていなかった。

## 歴代首席
| レース      | 首席                      | インタビュー・備考 |
| ----------- | ------------------------- | --- |
| 1年目1学期  | 今週のハイライト          | ”ギャルゲー番長”の異名を持つ記念すべき初代首席。 |
| 1年目2学期  | 得長良多！！              | 初期青春学園を支えた首席。破壊力のあるネタが持ち味で、広田官房長官とライバル関係にあった。 |
| 1年目3学期  | 広田官房長官              | 名実ともに青春学園の「帝王」（当時はテニスの王子様にちなんで「投稿の王子様」と呼ばれていた）。ヒロータ教授というPNでも多くの雑誌・ラジオで投稿活動をしている。 |
| 2年目1学期  | 広田官房長官              | 初の2連覇達成。「連覇」はこれ以降、誰もなしえていない。 |
| 2年目2学期  | とっぷり                  | 青春学園の「絵師」。個性的な絵柄で首席インタビューの「好きな投稿者」でよく名前が挙がる。家族とともに誌面に登場した。 |
| 2年目3学期  | 広田官房長官              | 最終週で得長良多!!と広田官房長官が同点という劇的展開。サドンデスの一騎討ち3本勝負で官房長官が3度目の優勝を飾った。 |
| 3年目1学期  | 投稿スライム              | 「上手い！」と思わせるネタを書く技巧派タイプの首席。青春学園終了まで投稿を続けており、ジャンプ魂など他誌の読者コーナーでもコンスタントに投稿をしていた。また、連続クイズ ホールドオン!の出場や、パネルクイズ アタック25Nextでトップ賞を獲得するなどクイズプレイヤーとしての実力も高い。 |
| 3年目2学期  | 得長良多！！              | 2度目の優勝。 |
| 3年目3学期  | 白おはぎ                  | レース中に一般読者も投票できる優勝者予想ダービーが行われる。優勝は前学期の新人賞・白おはぎが輝いた。 |
| 4年目1学期  | とっぷり                  | 2度目の優勝。 |
| 4年目2学期  | 広田官房長官              | 4度目の優勝。 |
| 4年目3学期  | わしべ〜                  | 母と妹とともに首席インタビューを受けた。 |
| 5年目1学期  | U×10                      | 青春学園の歴史に残る初の「彼女あり」首席。とっぷりと並んで、絵ネタの上手い首席。 |
| 5年目2学期  | 広田官房長官              | 5度目の優勝。 |
| 5年目3学期  | 45組                      | 17歳の高校生首席。中学生時代、バンドを組んでいたことから「ファンキーな王者」と呼ばれた。 |
| 6年目1学期  | 改心した☆イクラ           | ヘタウマともいえる個性的な作風で独自のネタを展開する。グレート★ウナギというPNでじゃんぷる9代目レースで優勝を果たしている。ラクダに乗って登場。 |
| 6年目2学期  | 得長良多！！              | 3度目の優勝。本人の要望により、1日ライター体験をした。 |
| 6年目3学期  | 本も谷タン子ニー          | 「学園史上もっともイタイ男、いや偉大な漢」。インタビューではハヤテのごとく!の三千院ナギ特注等身大パネルとデートを実行した。ボートに乗ったりレストランで食事をするなど奇抜な内容で、Webサンデー内で畑健二郎先生がこの記事に触れたほどであった。また桁違いの投稿量（ハガキの束が小包で届くとの記述あり）の多さから、多くの投稿者に恐れられている。                                                                                        |
| 7年目1学期  | 改心した☆イクラ           | 2度目の優勝。ゴール週表記を間違えたストロウドックス・担当に対し、読者を代表して罰ゲーム(東京土下座めぐり)を行った。 |
| 7年目2学期  | 山大                      | クリスマスイブに路上にてギター片手にオリジナルソングを披露した。抜群の画力は強烈なインパクトを残し、いまも復帰を望む声も高い（首席インタビュー）。 |
| 7年目3学期  | 広田官房長官              | 最多の6度目の優勝を達成。「官房長官」つながりで小泉元首相（のモノマネをする芸人さん）とともに登場した。 インタビューでは本人の要望で広田官房長官のネタを1ページ使い掲載した。 |
| 8年目1学期  | 本も谷タン子ニー          | 2度目の優勝。ハヤテのごとく！の三千院ナギ特注等身大パネルをかけ、ストロウドックスと3本勝負をした。勝負には負けたものの、畑健二郎直筆サイン入りで等身大パネルをゲット。この2回の企画は伝説となり、ストロウのコメントや他の投稿者のネタでイジられる人気投稿者となった。 |
| 8年目2学期  | モリモリ大魔王            | 中学生首席。モリモリ大魔王の地元（北海道？）にて投稿のコツ、使用している文房具などについてインタビューをした。左右両利き手で絵ネタと文字ネタをかき分けるらしい。 |
| 8年目3学期  | なみのりくじら            | メイドカフェにてパネルを使い大喜利形式で回答しメイド5人を笑わせることができるか挑戦した。「こんなメイドさんは嫌だ」のお題で10代女子に対して「トンファーの名手」というマニアックな答をぶつけるなど、全員を笑わせることには失敗。イロモネアのパロディ企画である。 |
| 9年目1学期  | ポスティング失敗          | 当時サンデー青春学園を担当していた小倉編集と男のガチンコ3本勝負をし、見事勝利した。西口プロレス認定 チャンピオン投稿コロシアム14代目レースにおいて歴代最多得点で優勝や『オチ亀』1亀レースで優勝を果たしている。 |
| 9年目2学期  | しゃらく                  | 圧倒的な大差を見せてレース開始2週目から首位をキープし、そのまま優勝。ハヤテのごとく！の桂ヒナギクの熱烈なファンであり、元首席の本も谷タン子ニー(三千院ナギ派)と「ヒナギクとナギ、どっちがカワイイか？」で大ゲンカ。バカバカしい3本勝負で勝利した。インタビューでは、186センチ110キロの巨漢ながら女装コスプレも披露。ロハンというPNでジャンプ魂にて、週刊少年ジャンプではジャンプ放送局の竜王は生きていた以来となる2連覇を達成している。 |
| 9年目3学期  | 臨時休業                  | 初の女性優勝者。前回の過酷なインタビュー企画を目にして恐怖のあまり一時、音信不通になる。インタビューはおもに投稿の秘訣を掲載。現役の女子高生で「かわいすぎる16歳」「AKBのページではありません!!」と評された。 |
| 10年目1学期 | 信濃インパクト            | 青春学園初の妻帯者の首席。「少年誌において成人の優勝は困難」と都市伝説化していた中での偉業であり、多くのベテランハガキ職人に希望を与える出来事であった。インタビューは嫁と娘の2人を連れて、青春学園を乗っ取った。乗っ取った2ページにすべて自分のネタを載せるという構成。コメントは自画自賛と娘や嫁によるヨイショだった。次の見開きページが扉絵、ネタ、近況コメントなど色んな箇所でパロディになっていた。                                |
| 10年目2学期 | 臨時休業                  | 史上最年少・女性初（17歳・現役女子高生）V2達成。岩﨑名美を生徒に投稿のコツを伝授。偶然居合わせた畑健二郎もインタビューに登場。さらにコツを伝授してもらったお礼として岩﨑名美にモテモテのメイクをほどこしてもらいその姿を披露したが…。 |
| 10年目3学期 | U×10                      | 2度目の優勝。インタビューではなく本人による投稿講座が掲載された。絵の上手さで有名な投稿者ならではのテクニックを紹介している。 |
| 11年目1学期 | とっぷり                  | 3度目の優勝。優勝取材は岩﨑名美とのデート企画。腕を組んでデレデレ嬉しそうな姿が印象的だった。 |
| 11年目2学期 | 寿としや                  | 地元島根の名物「安来節」のコスプレで登場。誌面で「出版コードすれすれの変顔」と評されていた。渡辺麻友のファンで、取材中に「まゆゆと誕生日が同じなんですよ〜！」と4回もアピールするほど夢見がちな少年らしい。 |
| 11年目3学期 | おーかゆかり              | 「おんな絵師」と言われる大阪の女性首席。 |
| 12年目1学期 | 亜純                      | 11年目3学期、12年目1学期と男子投稿者の成績の低迷の責任をとることとなったストロウドックスに罰ゲームを与える執行人として登場。またジャン魂G!の5Gレースにおいて御姉々というペンネームで優勝を果たしている。 |
| 12年目2学期 | しゃらく                  | 2度目の優勝。 |
| 12年目3学期 | 改心した☆イクラ           | 3度目の優勝。 |
| 13年目1学期 | バナナちんすこう          | |
| 13年目2学期 | 投稿スライム              | 2度目の優勝。 |
| 13年目3学期 | ゆきだるま23号            | |
| 14年目1学期 | 満月ポン                  | |
| 14年目2学期 | 投稿スライム              | 3度目の優勝。 |
| 14年目3学期 | 満月ポン                  | 2度目の優勝。 |
| 15年目1学期 | Iちゃんは俺の嫁(とっぷり) | 4度目の優勝。 |
| 15年目2学期 | 井の線亭ぽんぽこ          | 着信御礼!ケータイ大喜利レジェンド大喜利102号であり、後にスクールオブジャンプでレジェンド102号を獲得している。 |
| 15年目3学期 | 臨時休業                  | 3度目の優勝。最終回の際、1億点クーポンを付けた投稿が採用され、2位から逆転優勝した。 |

## 各種記録

### 1レース最多得点
- 投稿スライム　156点

なお、最終学期発行の1億点クーポンを含めると臨時休業の100,000,134点となる。

### 最多優勝数
- 広田官房長官 6回

### 連覇
- 広田官房長官（1年目3学期、2年目1学期）